# Divaco
Die Divaco AG ist eine deutsche Beteiligungsgesellschaft mit Sitz in Langenburg (vormals Frankfurt am Main), die vom Metro-Konzern (49 Prozent), der Deutschen Bank (39 Prozent) und dem Gerling-Konzern (12 Prozent) gehalten wurde. Die ursprünglich 250 Tochtergesellschaften waren vom Metro-Konzern zum Buchwert in die Gesellschaft mit dem Ziel der Verwertung eingebracht worden.

## Geschichte
Am 6. August 1998 wurde die Niefran Beteiligungs AG in Frankfurt am Main gegründet, mit dem Ziel, die nicht zum Kerngeschäft des Metro-Konzerns gehörenden Tochtergesellschaften zu verwerten. Bereits im November firmierte die Gesellschaft in Divag Beteiligungs AG um und zwei Monate später in Divaco Beteiligungs Aktiengesellschaft.
Zum 31. Dezember 2003 erfolgte rückwirkend der Verkauf der Divaco an den Alleinaktionär und Alleinvorstand Siegfried Kaske (vormals Finanzvorstand der Metro AG) für einen Euro im Rahmen eines Management-Buy-outs. Die Metro-Group verzichtete dabei auf die Rückzahlung ihres Gesellschafterdarlehens in Höhe von 250 Millionen Euro. Allerdings erwarb der Konzern zum Januar 2004 aus der Divaco die Adler Modemärkte für 60 Millionen Euro zurück und übernahm auch Bankverbindlichkeiten im Umfang von 280 Millionen Euro. Die Transaktion wurde von Metro-Aktionären zum Teil scharf kritisiert.
2007 verlegte die Gesellschaft ihren Sitz nach Langenburg, 2010 firmierte sie in Divaco AG um; diese ist persönlich haftender Gesellschafter der 1998 gegründeten Divaco AG & Co. KG, seit 2010 Divaco Holding AG & Co. KG mit Sitz in Langenburg (vormals Saarbrücken), als deren Kommanditisten die Beteiligungsgesellschaften Divafon und Divacom (Geschäftsführer: Siegfried Kaske) Einlagen in Höhe von 324 bzw. 76 Millionen Euro geleistet haben. Die Bilanzsumme betrug 2011 rund 430 Millionen Euro.

## Wichtige ehemalige Beteiligungen
- Adler Modemärkte GmbH
- Bötzow-Brauerei Berlin
- Debitel Kommunikationstechnik GmbH & Co KG (Mobilfunk)
- Emil Kriegbaum KG Böblingen
- Horten AG
- Kaufhalle GmbH & Co. KG (ab 2001 zur italienischen Gruppo Coin S.p.A)
- Massa AG (später zur Deutsche Fertighaus Holding)
- Maxdata AG (IT-Produzent)
- Okal Haus GmbH
- Renovos GmbH (später zu ok-bauservice GmbH)
- Sigma Bürowelt GmbH (im Herbst 1999 zur Staples Inc.)
- Tip Discount GmbH & Co.KG
- Vobis Mikrocomputer AG (Computerfachmärkte)
- Völkner (Versand und Fachmärkte für Elektronik)
- Reno Versandhandel GmbH (Schuhfachmärkte)
- HR Group (Schuhhandel)